# Włodzimierz Wołosiuk
Włodzimierz Wołosiuk (ur. 1 listopada 1950 w Toprzynach) – polski teolog i muzyk, dyrygent, specjalista w zakresie śpiewu cerkiewnego, języka cerkiewnosłowiańskiego i prawosławnej teologii praktycznej, profesor nauk teologicznych, nauczyciel akademicki Chrześcijańskiej Akademii Teologicznej w Warszawie, wykładowca Katedry Prawosławnej Teologii Praktycznej ChAT. Dziekan Wydziału Teologicznego Chrześcijańskiej Akademii Teologicznej w Warszawie w kadencji 2012–2016.

## Wykształcenie i działalność akademicka
W 1968 ukończył studia w Prawosławnym Seminarium Duchownym w Warszawie, następnie pracował w kilku prawosławnych parafiach w charakterze psalmisty-dyrygenta. W 1977 został absolwentem studiów teologicznych w Chrześcijańskiej Akademii Teologicznej, gdzie obronił pracę magisterską pt. Śpiew liturgiczny w Rosyjskim Kościele Prawosławnym w wiekach XVII–XIX. Pracował następnie przez osiem lat jako wykładowca śpiewu i lektor języka staro-cerkiewno-słowiańskiego w Wyższym Seminarium Duchownym w Jabłecznej. W 1996 uzyskał stopień doktora teologii na podstawie rozprawy Śpiew liturgiczny Kościoła prawosławnego w Polsce. Teologiczna i muzyczna interpretacja jego wybranych elementów, zostając jednocześnie adiunktem w Katedrze Prawosławnej Teologii Praktycznej ChAT. W 2007 otrzymał stopień doktora habilitowanego na podstawie dorobku naukowego oraz rozprawy pt. Wschodniosłowiańscy kompozytorzy muzyki cerkiewnej od XVII do pierwszej połowy XX wieku i obecność ich utworów w nabożeństwach PAKP. W 2016 prezydent RP nadał mu tytuł naukowy profesora nauk teologicznych.
Jest autorem wielu publikacji z zakresu muzyki cerkiewnej, liturgiki i innych aspektów teologii praktycznej.
10 maja 2012 wybrany dziekanem Wydziału Teologicznego Chrześcijańskiej Akademii Teologicznej w Warszawie na kadencję 2012–2016.

## Wybrane publikacje
- Wschodniosłowiańscy kompozytorzy muzyki cerkiewnej od XVII do 1. połowy XX wieku i obecność ich utworów w nabożeństwach Polskiego Autokefalicznego Kościoła Prawosławnego, Wydawnictwo Naukowe ChAT, Warszawa 2005.
- Wschodniosłowiańskie pieśni religijne. Ich geneza, struktura i zarys rozwoju, WN ChAT, Warszawa 2013.
- Zjawisko kontrafaktury we wschodniosłowiańskim prawosławnym śpiewie liturgicznym. Zagadnienia wybrane, WN ChAT, Warszawa 2017.
- Śpiew wiary i miłości. Twórczość sakralno-muzyczna ks. Piotra Gutkiewicza, WN ChAT, Warszawa 2021 ISBN 978-83-60273-63-0.
- Tendencje repertuarowe Międzynarodowego Festiwalu Muzyki Cerkiewnej w Hajnówce w latach 1982–2001. Studium teologiczno-muzyczne, WN ChAT, Warszawa 2024 ISBN 978-83-60273-77-7.

## Działalność kościelna i artystyczna
Jest dyrygentem w parafii św. Jana Klimaka w Warszawie. Prowadzi prawosławne audycje w Polskim Radio. Wykładowca Prawosławnego Seminarium Duchownego w Warszawie w charakterze nauczyciela śpiewu i lektora języka cerkiewno-słowiańskiego. Wieloletni juror Międzynarodowego Festiwalu „Hajnowskie Dni Muzyki Cerkiewnej”.